# 과학 공동체
과학 공동체 또는 과학 커뮤니티(Scientific community)는 상호 작용하는 과학자들의 다양한 네트워크이다. 여기에는 특정 과학 분야와 특정 기관 내에서 활동하는 많은 "하위 커뮤니티"가 포함된다. 학제 간, 기관 간 활동도 중요하다. 과학적 방법으로 객관성을 확보할 것으로 기대된다. 저널 및 학회 내 토론과 토론을 통한 동료 평가는 연구 방법론의 품질과 결과 해석을 유지함으로써 이러한 객관성을 지원한다.

## 역사
18세기에는 자연을 연구하는 사람들, 즉 자연 철학자와 자연사학자로 알려진 사람들로 구성된 일부 사회가 있었는데, 여기에는 아마추어도 포함되었다. 따라서 이들 학회는 일반적으로 전문 분야에 관심을 갖고 있는 실제 과학 공동체라기보다는 다양한 관심을 가진 지역 클럽 및 그룹에 더 가깝다. 런던 왕립학회처럼 자연을 연구한 오래된 학회도 있었지만, 과학공동체라는 개념은 그 이전이 아닌 19세기 후반에 나타났다. 등장하고 과학의 전문화가 이루어졌으며 전문 기관이 설립되었으며 과학 분야 및 분야의 전문화가 발생했다.
예를 들어, 과학자라는 용어는 1834년 자연주의 신학자인 윌리엄 휴얼에 의해 처음 만들어졌으며, 전문 사회의 성장과 함께 이 용어가 널리 수용되면서 연구자들은 민족의 개념과 비슷하게 자신을 더 넓은 상상의 공동체의 일부로 볼 수 있게 되었다.

## 같이 보기
- 학문
- 인식론
- 정상과학
- 과학적 합의